# Сянда (река)
Сянда — река в России, протекает по Беломорскому району Карелии.
Исток — южнее озера Панламбина. Устье реки находится в 72 км по левому берегу реки Охта на высоте 90,8 м над уровнем моря, в 1,5 км южнее озера Лежево, в 3 км южнее бывшего населённого пункта Лежево.
Длина реки составляет 35 км, площадь водосборного бассейна 152 км².
Притоки (от устья к истоку):
- из озёр Келляк и Кожан (правый)
- оз озера Раут (левый)[4]
- из озера Савиново (правый)

## Данные водного реестра
По данным государственного водного реестра России относится к Баренцево-Беломорскому бассейновому округу, водохозяйственный участок реки — Кемь от Кривопорожского гидроузла и до устья. Речной бассейн реки — бассейны рек Кольского полуострова и Карелии, впадает в Белое море.
Код объекта в государственном водном реестре — 02020001012102000004771.